# Gillian O'Sullivan
Gillian O'Sullivan (Killarney, 21 augustus 1976) is een voormalige Ierse snelwandelaarster. Haar grootste succes behaalde ze bij de wereldkampioenschappen van 2003 in Parijs, waar ze een zilveren medaille won op de 20 km snelwandelen in 1:27.34 achter de Russische Jelena Nikolajeva (1:26.52).

## Biografie
In 2000 maakte O'Sullivan haar olympische debuut op de Spelen van Sydney. Hier vertegenwoordigde ze Ierland op de 20 km snelwandelen en werd tiende in 1:33.10. De wedstrijd werd gewonnen door de Chinese Wang Liping, die het olympisch record verbeterde naar 1.29.05. Twee jaar later viste ze met een vierde plek net achter de medailles op de Europese kampioenschappen in München. In 2003 stond ze dan uiteindelijk wel op het podium met een tweede plaats op de WK in Parijs.
Ook bij de Olympische Spelen van 2004 in Athene zou Gillian O'Sullivan medaillekandidate zijn. Zij moest zich echter afmelden wegens een blessure. Dit was het begin van een lange periode van blessureleed en in april 2007 besloot zij een punt achter haar snelwandelcarrière te zetten.
Momenteel werkt O'Sullivan als persoonlijke trainer en houdt verschillende lezingen over gezondheid, fitness en motivatie.

## Titels
- Iers kampioene 5000 m snelwandelen - 1998, 2001, 2002, 2003
- Iers kampioene 10 km snelwandelen - 1996, 1997
- Iers kampioene 20 km snelwandelen - 1999, 2000, 2001, 2002, 2003
- Iers indoorkampioene 3000 m snelwandelen - 1998, 1999, 2000, 2001, 2003, 2004

## Persoonlijke records
Baan
| Onderdeel             | Prestatie              | Datum           | Plaats        |
| --------------------- | ---------------------- | --------------- | ------------- |
| 3000 m snelwandelen   | 12.34,71 * (nat. rec.) | 11 juni 2000    | Castleisland  |
| 5000 m snelwandelen   | 20.02,60 (ex-WR) (AR)  | 13 juli 2002    | Dublin        |
| 10.000 m snelwandelen | 45.28,75 (nat. rec.)   | 1 augustus 1998 | San Sebastián |

* Dit record heeft O'Sullivan nadien nog driemaal (!) geëvenaard.
Weg
| Onderdeel          | Prestatie           | Datum        | Plaats             |
| ------------------ | ------------------- | ------------ | ------------------ |
| 10 km snelwandelen | 43.28               | 15 juli 2000 | Dublin             |
| 20 km snelwandelen | 1:27.22 (nat. rec.) | 1 mei 2003   | Sesto San Giovanni |

Indoor
| Onderdeel           | Prestatie   | Datum            | Plaats  |
| ------------------- | ----------- | ---------------- | ------- |
| 3000 m snelwandelen | 11.35,34 ** | 15 februari 2003 | Belfast |

** Deze tijd is sneller dan het wereldrecord van Claudia Stef, maar werd nooit erkend.

## Palmares

### 20 km snelwandelen
- 1999: 72e Wereldbeker - 1:42.20
- 1999: 32e WK - 1:40.33
- 2000: 10e OS - 1:33.10
- 2002: 4e EK - 1:28.46
- 2003:  WK - 1:27.34
- 2004: 8e Wereldbeker - 1:28.01